# Соловьёв, Николай Николаевич (борец)

Могила Соловьёва на Богословском кладбище Санкт-Петербурга.

Николай Николаевич Соловьёв (27 июля 1931, Родники — 15 ноября 2007, Санкт-Петербург) — советский спортсмен, чемпион Олимпийских игр 1956 по классической борьбе в легчайшем весе (до 52 кг). Мастер спорта СССР (1955). Заслуженный мастер спорта СССР (1957).

## Биография
Окончил ГДОИФК (1961).
Выступал за спортивное общество «Трудовые резервы» (Ленинград), работал тренером-преподавателем.
Чемпион СССР 1955, 1959 в наилегчайшем весе.

## Спортивные результаты
- Чемпионат СССР по классической борьбе 1954 года — ;
- Чемпионат СССР по классической борьбе 1955 года — ;
- Чемпионат СССР по классической борьбе 1958 года — ;
- Чемпионат СССР по классической борьбе 1959 года — ;

## Награды
- Орден «Знак Почёта» (27.04.1957) — «за успехи, достигнутые в деле развития массового физкультурного движения в стране, повышения мастерства советских спортсменов, и успешное выступление на международных соревнованиях»